# ナショナル・モーター・ビークル
ナショナル・モーター・ビークル（National Motor Vehicle Company ）は、1900年から1924年に米国インディアナ州インディアナポリスで活動した自動車メーカー。
電気自動車を製作した。1900年の「スタイルA」（Style A ）はティラー・ステアリングのラナバウトスタイルだった。1903年には内燃機関の自動車製作に移行した。ルーテンバー製ガソリンエンジンの2気筒エンジンや4気筒エンジンを使用した。
1904年の「ナショナル・トノー」（National Tonneau ）は、トノーモデルで、2000ドルで販売された。電気モーター1個を用い、リアに置かれた。9 hp (6.7 kW)を出力した。4速ヘリンボーン・トランスミッションをあわせた。ウッドフレームで覆われた車体は15 mph (24 km/h)で走行した。
1905年には2気筒モデルはなくなり、サーキュラーラジエター装備の6気筒車が登場した。電気自動車としては1906年と1907年のモデルが最後となった。エンジンの自社生産を開始した。
1915年には1800台を生産し、ナショナル社として最多生産台数を記録した。会社名を変更し「ナショナル・モーター・アンド・ビークル」（National Motor and Vehicle company ）とした。1922年に、「アソシエーテッド・モーター・インダストリーズ・グループ」（Associated Motor Industries group ）の傘下となった。1920年初頭に販売が落ち込み、1924年で会社を終了した。

## レース
1912年にジョー・ドーソン（Joe Dawson ）がナショナル車に乗りインディアナポリス500で優勝している。

## 参考
- Frank Leslie's Popular Monthly (January, 1904)